# HMS Satyr (P214)
Pour les autres navires du même nom, voir HMS Satyr et Saphir (sous-marin).
Le HMS Satyr (numéro de coque P214) est un sous-marin de la troisième série d'unités de la classe S, construit pour la Royal Navy pendant la Seconde Guerre mondiale par le chantier naval Scotts de Greenock.

## Conception et description

Schéma d'un sous-marin de classe S.

Les sous-marins de la classe S ont été conçus pour patrouiller dans les eaux resserrées de la mer du Nord et de la mer Méditerranée. Les sous-marins de la troisième série de cette classe étaient légèrement plus grands et améliorés par rapport à la série précédente. Ces sous-marins avaient une longueur hors tout de 66,1 mètres, une largeur de 7,2 m et un tirant d'eau de 4,5 m. Leur déplacement était de 879 tonnes en surface et 1 006 tonnes en immersion. Les sous-marins de la classe S avaient un équipage de 48 officiers et matelots. Ils pouvaient plonger jusqu'à la profondeur de 90 m.
Pour la navigation en surface, ces navires étaient propulsés par deux moteurs Diesel de 950 ch (708 kW), chacun entraînant un arbre et une hélice distincte. En immersion, les hélices étaient entraînées par un moteur électrique de 650 ch (485 kW). Ils pouvaient atteindre 15 nœuds (28 km/h) en surface et 10 nœuds (19 km/h) en plongée. Les sous-marins de la troisième série avaient une autonomie en surface de 6 000 milles marins (11 000 km) à 10 nœuds (19 km/h), et en plongée de 120 milles (220 km) à 3 nœuds (5,6 km/h).
Ces navires étaient armés de sept tubes lance-torpilles de 21 pouces (533 mm). Une demi-douzaine de ces tubes étaient à l'avant, et il y avait un tube externe à l'arrière. Ils transportaient six torpilles de rechange pour les tubes d'étrave, et un total de treize torpilles. Douze mines pouvaient être transportées à la place des torpilles stockées à l’intérieur. Ils étaient également armés d'un canon de pont de 3 pouces (76 mm). Les navires du troisième groupe de la classe S étaient équipés d’un système ASDIC de type 129AR ou 138 et d'un radar d'alerte précoce de type 291 ou 291 W.

## Construction et carrière
Commandé le 23 janvier 1940 dans le cadre du programme de construction de 1939, le HMS Satyr est mis sur cale aux chantiers navals Scotts à Greenock en Écosse le 8 juin 1940, lancé le 8 juin 1940 et mis en service le 8 février 1943.

### Royal Navy
Le HMS Satyr a passé la majeure partie de sa carrière en temps de guerre dans la mer du Nord, où il a coulé le navire marchand norvégien Nordnorge et le sous-marin allemand U-987. Il a également torpillé l'épave du navire marchand allemand Emsland qui s'était échoué au large de Stadlandet, en Norvège, après avoir été lourdement endommagé par des torpilleurs britanniques le 20 janvier 1944. Le 11 février 1944, l’épave a été de nouveau touchée par des torpilles aériennes. Le HMS Satyr a aussi attaqué sans succès les navires marchands allemands Bochum et Emma Sauber, et un convoi allemand au large d'Egersund, en Norvège.
En 1944-1945, le HMS Satyr a été désarmé, rationalisé et doté de batteries plus puissantes pour servir de sous-marin cible à grande vitesse.

### Marine française
Le HMS Satyr a été prêté à la marine française entre février 1952 et août 1961, et rebaptisé par celle-ci Saphir (S616). Après sa restitution par la France et après 20 ans de service, le HMS Satyr a été démantelé en avril 1962 à Charlestown, Fife en Écosse.

## Commandants
Royal Navy
- Lieutenant (Lt.) John Philip Holroyde Oakley (RN) du 11 novembre 1942 au 17 mars 1943.
- Lieutenant (Lt.) Tobin Subremont Weston (RN) du 17 mars 1943 au 22 décembre 1944.
- Lieutenant (Lt.) James Newenham Elliott (RN) du 22 décembre 1944 au 6 avril 1945.
- Lieutenant (Lt.) Tobin Subremont Weston (RN) du 6 avril 1945 au 26 mai 1945.
- T/Lieutenant (T/Lt.) John Haddon Douglas (RNVR) du 26 mai 1945 au 16 juin 1945.
- Lieutenant (Lt.) William David Stewart Scott (RN) du 16 juin 1945 au 14 décembre 1945.

Notes: RN = Royal Navy - RNVR: Royal Naval Volunteer Reserve